# عيسى الناعوري
عيسى إبراهيم الدبابنة الناعوري (1918 - 1985) أديب وشاعر و‌مترجم و‌كاتب و‌باحث وناقد وقصصي أردني من مواليد ناعور القريبة من العاصمة الأردنية عمان، يعد واحداً من أهم الكتاب الأردنيين في القرن العشرين، إذ أن شهرته امتدت من فلسطين والأردن إلى بقية البلدان العربية وبعض البلدان الغربية وعلى رأسها إيطاليا التي عمل جاهداً على تقريب إنجازها الثقافي إلى القراء العرب بدءاً من ستينات القرن الماضي، وكان شغوفاً باللغة العربية وآدابها إذ شغل منصب الأمين العام لمجمع اللغة العربية الأردني منذ تأسيسه عام 1976 حتى وفاته.

## قصيدته الأولى
كتب عيسى الناعوري قصيدته الأولى بعنوان «دمعة» وذلك عام 1949، ومناسبة القصيدة أن قائد منطقة القدس الجنرال سعادة الجلاد كان قد بكى حينما تم فتح باب العامود في القدس لأول مرة، وذلك في صباح يوم الثلاثاء الموافق 20 سبتمبر 1949، بعد إغلاقه شهورًا طويلة بسبب الحرب الفلسطينية.
ومما جاء في قصيدته عن بكاء سعادة الجلاد:

## أعماله ومؤلفاته
صدر في عمان كتاب بعنوان كاتب أردني بنكهة عالمية يتضمن مجموعة من الحوارات الصحافية مع الأديب الراحل عيسى الناعوري أجرتها معه الصحافة العربية خلال أكثر من ثلاثين عاماً مضت بين"1953 - 1985 ". وتبرز هذه الحوارات ملامح جيل رواد الأدب الأردني وتسلط الضوء على طريقة تفكير ذلك الجيل الممعنة بالجدية والعصامية كما وتعرف بالقامة الأدبية الكبيرة للأديب الأردني الناعوري الذي حمل بقلمه أهازيج وهموم الوطن للعالم.
الحوارات التي ستصدر قريباً قدمها رئيس التحرير المسئول في صحيفة الدستور الأردنية الدكتور نبيل الشريف وأعدها وحررها تيسير النجار.
وعلى رغم ما قدمه للمكتبة العربية، من أعمال إبداعية وأبحاث وقراءات وترجمات، لا يزال عيسى الناعوري شخصاً لا يلتفت إلى أهميته ولا يقدر جهده العصامي الدؤوب، ولا يتذكر، سواء في الأردن أو في العالم العربي. ولولا المؤتمر المذكور، الذي أعاده إلى دائرة الضوء، لظلت غالبية الأعمال التي أنجزها الناعوري، ولم تنشر بعد، غائبة عن أذهان الكتاب والباحثين والمهتمين بالأديب الأردني الذي نشر خلال حياته نحو الخمسين كتاباً، فيما تحتشد مكتبته بعدد كبير من المخطوطات التي لم تر النور بعد على رغم مرور عشرين عاماً على وفاته. وتلك مشكلة الكتاب والمثقفين العرب الذين ما إن يوارى الواحد منهم الثرى حتى يُنسى وتُنسى مؤلفاته ولا تعاد طباعة كتبه ويظل ما لم ينشر من كتبه حبيس الأدراج، هذا إن بقيت هناك أدراج.
كان عيسى الناعوري حسب صحيفة الحياة، كاتباً نهماً يتطوع لسد الثغرات المعرفية في الفترة التي لم تكن هناك في الأردن جامعة، أو حتى مجلة ثقافية مرموقة، فكان أن أنشأ مجلة «القلم الجديد» (1953) التي ساهم في الكتابة لها أدباء عرب كبار اعترفوا للناعوري بحضوره الثقافي المرموق في مشرق الأرض العربية ومغربها. كما كان الكاتب الراحل واحداً من الباحثين البارزين في أدب المهجر، ومن أوائل من كتبوا الرواية والقصة القصيرة في الأردن، ومن المترجمين البارزين عن اللغة الإيطالية، ومن أوائل من ألفوا الكتب المدرسية في الأردن. فعل ذلك بجهد عصامي لم ينتظر من ورائه أجراً ولا شكراً. ففي أدب المهجر كتب الناعوري عن إيليا أبي ماضي وإلياس فرحات، كما ألف كتاباً مرجعياً عن أدب المهجر نشره عام 1959 عن دار المعارف المصرية، وأتبعه بكتاب في عنوان «نظرة إجمالية في الأدب المهجري» (1970)، وكتاب «مهجريات» (1974). أما في باب الأدب الإيطالي فقد ترجم ثلاث روايات تعد من كلاسيكيات الأدب الإيطالي: «فونتمارا» لإينياتسيو سيلونه (1963)، و«الفهد» وهي العمل الروائي الوحيد للكاتب الإيطالي الشهير جوزيبي تومازي دي لامبيدوزا (1973)، و«الرجال والرفض» لإيليو فيتوريني (1985)، إضافة إلى عدد من الكتب التي ألفها عن الأدب الإيطالي: «دراسات في الأدب الإيطالي» (1981)، و«مختارات من الشعر الإيطالي المعاصر» (1978)، وعدد كبير من الدراسات والترجمات التي لم تنشر بعد أو أنها نشرت في بعض المجلات العربية التي كانت تهتم بترجمة الآداب العالمية إلى العربية.
لكن على رغم هذه الاهتمامات البحثية، والالتفات إلى الترجمة عن الإيطالية، عمل عيسى الناعوري على شكل من أشكال الكتابة التي تستكمل عدة الأديب الشامل الذي يقيم في عالم الأفكار فيأخذ من كل شكل وجنس أدبي طرفاً، فالناعوري يحاول كتابة الشعر والقصة والرواية بصفتها ضرورة لغلق دائرة الكتابة والإبداع كما كان يفعل طه حسين وعباس محمود العقاد، وغيرهما من أعلام الثقافة العربية الذين فتح الكاتب الأردني عينيه عليهم، فإذا هم ملء السمع والبصر في عالم الكتابة الرحب. وإذا أخذنا في الحسبان أن الناعوري كان فرداً في جماعة كبيرة من الكتاب، في الأردن والعالم العربي، تؤمن بمفهوم الكاتب الشامل القادر على إنتاج ما يريد في مملكة الكتابة، فإن في الإمكان فهم موقع كاتب مميز بحجم الناعوري.
إنه باحث (كتب في التاريخ حول فلسطين) ومؤرخ أدبي وناقد وشاعر وروائي (أصدر رواية «مارس يحرق معداته» عن دار المعارف في مصر سنة 1955)، وكاتب قصة (له أربع مجموعات قصصية تدور كلها حول المأساة الفلسطينية)، ومترجم، وكاتب مقالة، علاوة على كونه صاحب أحلام ومشاريع في النشر، ولغوياً ومربياً ومثقفاً عاماً. ومن هنا فإن ليس في الإمكان مقاربة رواياته أو قصصه بصفتها تنتمي إلى جنس الكتابة الروائية أو القصصية، العربية والعالمية، وانحناءات تطورها من حيث الإمساك بخط التطور ذاك لإنجاز عمل يضيف إلى السلسلة الروائية أو القصصية التي وصل إليها نجيب محفوظ ويوسف إدريس مثالاً لا حصراً.
المرة الوحيدة التي عنى الناعوري فيها بكتابة عمل من داخل النوع الروائي كانت في «ليلة في القطار» المكتوب عام 1961، والمنشور عام 1974 لأسباب يبررها الكاتب باختلاف هذا العمل عما سبقه وإمكان تأثيره في صورة الكاتب الوقور الذي كانه الناعوري قبل نشره رواية «ليلة في القطار». وتلك إضاءة ساطعة على فهم الناعوري للكتابة، ووظيفتها الأخلاقية، وطاقة الالتزام الاجتماعي فيها، وكونها جزءاً من تقاليد المجتمع التي يدافع عنها الراوي في «ليلة في القطار» بحرارة عز نظيرها، متمسكاً بالعفة الشخصية، والعداء لعادات الغرب وتقاليده المتحررة، ولا شك في أن الشكل الروائي هو جزء من تلك التقاليد المتحررة التي تفتح العالم على وسعه، في وصف العلاقات والإشارة إلى تشابكها واسترسالها، والذهاب بها نحو آفاق من الحرية التي لا تعرفها روايات عيسى الناعوري.
إننا نضع أيدينا على تقليد سابق في الكتابة، وعالم مشغول بالأفكار المتداولة، والعوالم المستقرة، والدفاع عن الثابت، في روايات تبدأ من «بيت وراء الحدود» (1959)، وصولاً إلى عمله المميز في الكتابة الروائية «ليلة في القطار» الذي يبدو أكثر سلاسة وتحرراً في السرد، بل أكثر ذكاء في بناء العمارة السردية والانتقال بليونة من مشهد إلى آخر، ومن سلسلة حوارية إلى سلسلة حوارية أخرى. وما يحسب للرواية هي أنها، وهي تردد صدى أطروحات روايات العلاقة بين الشرق والغرب، وتقترب من عوالم «عصفور من الشرق» و«الرباط المقدس» لتوفيق الحكيم و«الحي اللاتيني» لسهيل إدريس، تستطيع، وضمن مسرح أحداثها الضيق، أن تقيم عالماً روائياً حقيقياً من شخصيتين مركزيتين تحتلان فضاء الحجرة الصغيرة على ظهر قطار يقبع في بطن سفينة.
لقد كان في إمكان الناعوري أن ينجح في تشييد عالم روائي لافت، وعلاقة معقدة متوترة بين الشرق والغرب، لو أنه تخفف من الكلام الأيديولوجي التقليدي السائد، بل النافل، عن اختلاف الشرق عن الغرب وتمسك الشرقيين بالأخلاق في مقابل تحلل الغرب الأخلاقي وسهولة العلاقات الجنسية بين أفراده، لأن كلتا الأطروحتين تندرج في باب الصور النمطية غير الصحيحة التي ننسبها إلى أنفسنا وإلى الآخرين. لكنه أديب موسوعي يهمه من الكتابة أن تكون ضمن سلسلته التعبــيرية التي يقع البحث، والترجمة والتأريخ الأدبي على رأسها، وتلك صفات تحلى بها جيل سابق عصامي من الكتاب والمثقفين العرب. أفلا يستحقون أن يعاد النظر في أعمالهم وتتولى وزارات الثقافة والمؤسسات الثقافية العربية، الحكومية والأهلية، طباعة ما لم يطبع من أعلامهم، وجمع ما لم يجمع منها.
من أهم مؤلفاته: أدب المهجر، إلياس فرحات، مهجريات، سفراء الضفة الشرقية بالإضافة إلى قصص وروايات منها:طريق الشوك، ليلة في القطار، جراح جديدة.
- «ثقافتنا في خمسين عاماً»، بالاشتراك مع: عبد الرحمن ياغي، محمود العبادي، هاشم ياغي، محمود سيف الدين الإيراني، عيسى الناعوري، نمر سرحان، هاني العمد، توفيق النمري، عمان، منشورات دائرة الثقافة والفنون، 1972. [8]